# Marcin Krasowski
Marcin Krasowski, ps. „Don Gorgone”, „Gorg” (ur. 9 listopada 1970) – polski wokalista reggae, dysponujący niskim, charakterystycznym głosem. 
Ukończył II Liceum Ogólnokształcące im. Stefana Batorego w Warszawie (1990). Członek zespołu Transmisja (z którym nagrał dwie płyty - Lekkie uderzenie 1997 i Lekkie urojenie 1999). Od 2003 jeden z wokalistów warszawskiej formacji Vavamuffin.